# Subfusil Austen

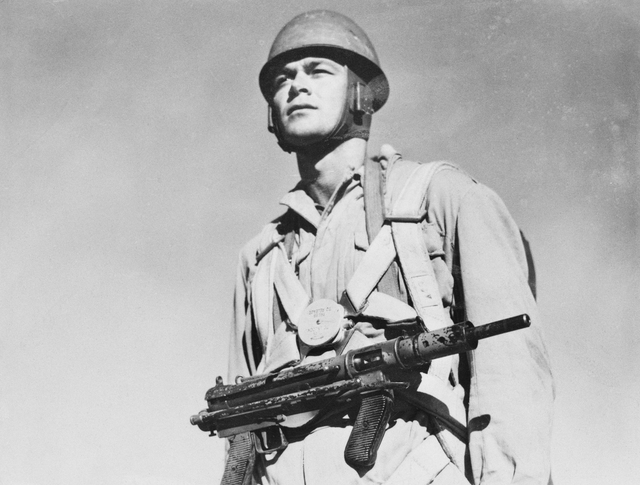
Un paracaidista australiano del Centro de Entrenamiento del Batallón de Paracaídas, armado con un subfusil Austen Mark 1.

El Austen (nombre derivado de "Australian Sten") era un subfusil australiano de 9 mm, derivado del subfusil británico Sten y desarrollado durante la Segunda Guerra Mundial. En total, se produjeron 19.914 subfusiles Austen durante la guerra por las empresas Diecasters Ltd de Melbourne y W. T. Carmichael Ltd de Sídney.[cita requerida]

## Diseño y desarrollo
Con la guerra en Europa exigiendo a los británicos la mayor parte de los pertrechos disponibles, Australia no estaba en posición de comprar armas al Reino Unido o a Estados Unidos, así que tuvo que desarrollar sus propios subfusiles. El Sten británico fue tomado como base para el Austen. Se copiaron el cañón, el cajón de mecanismos y el mecanismo del gatillo del Sten Mark II, mientras que la culata plegable y el cerrojo, con percutor separado y cubierta telescópica sobre el muelle recuperador, fueron copiados del MP40 alemán. La culata plegable también incluía un destornillador y una baqueta, ambos desenroscándose de los tubos de la culata. El arma también tenía dos pistoletes (copiados del MP40); dentro del pisolete posterior se hallaba un contenedor para pequeñas piezas de repuesto. El arma tenía un selector de disparo, que le permitía al usuario disparar en modo semiautomático o automático con una cadencia de 500 disparos/minuto.
Una interesante característica de producción del Austen era que algunas piezas eran fabricadas mediante moldeado. Estas piezas eran el brocal del cargador, parte del mecanismo de plegado de la culata y la mitad delantera del cargador. La teja elevadora del cargador también era moldeada. Las dos empresas que fabricaron el Austen eran especialistas en moldeado.
También hubo una versión silenciada, fabricada para la Z Special Unit.
Se diseñó una versión mejorada, el Austen Mark II, que tenía una bayoneta tipo daga que se montaba sobre la bocacha apagallamas, expandiendo el uso del moldeado y que se produjo en cantidad limitada, con apenas 200 ejemplares de este modelo.[cita requerida]
El Austen nunca alcanzó el nivel de popularidad del subfusil Owen. Esto se debió principalmente a que el Owen era un arma muy fiable y a pesar de que el Austen era una mejora respecto al básico Sten, nunca fue capaz de alcanzar la fiabilidad del Owen. Además, se ha notado que el Owen era mucho más adecuado para la guerra en la jungla. Sin lugar a dudas, el cargador lateral del Austen y su cerrojo demostraron ser una desventaja para los soldados en la jungla, ya que esto necesariamente significaba que las piezas funcionales estaban más expuestas al lodo y por lo tanto proclives a ensuciarse debido a la ranura de la manija del cerrojo en el lado derecho del cajón de mecanismos.
En 1945 ya era un arma obsoleta y ciertamente arcaica posteriormente, por lo cual el Austen fue rara vez empleado en las décadas siguientes. Al contrario, el Owen continuó en servicio hasta la década de 1960.